# John McKimmons Barn
La John McKimmons Barn est une grange américaine située dans le comté de Pottawatomie, au Kansas. Construite en 1865, elle est inscrite au Registre national des lieux historiques depuis le 12 avril 2010.